# Non è ancora domani (La pivellina)
Non è ancora domani (La pivellina) è un film del 2009 diretto da Tizza Covi e Rainer Frimmel.
Il film, con interpreti Patrizia Gerardi, Walter Saabel, Asia Crippa e Tairo Caroli, è stato presentato alla Quinzaine des Réalisateurs del Festival di Cannes 2009 e ha rappresentato l'Austria agli Oscar 2011.
Protagonista una bambina abbandonata (la pivellina) ed il mondo circense che la accoglie. Il film  mostra la vita degli artisti di strada, ambientato nella periferia romana.

## Trama
Una bambina di 2 anni (Asia) viene abbandonata dalla madre su un'altalena di un parco giochi di periferia, a San Basilio (Roma). La ritrova Patty una signora di 50 anni che se ne occupa, portandola con sé nella roulotte dove vive, nel campo abitato da artisti di circo, la cui comunità è composta da adulti e bambini in un ambiente modesto e precario, ma allegro, e pieno di umanità, dove la tolleranza, la solidarietà e la condivisione sono princìpi fondamentali di convivenza.
In breve tempo Asia (soprannominata la pivellina) diventa la mascotte della comunità, e trova una nuova famiglia: Tairo di 13 anni che si comporta da fratello maggiore, e lo zio Walter in primis.
Patty intanto cerca la madre della bambina, ostacolata dalla decisione di Walter di avvisare la polizia di questo ritrovamento.

## Riconoscimenti
- 2009 - Quinzaine des Réalisateurs
  - Miglior film europeo
- 2010 - Nastro d'argento
  - Menzione speciale
- 2009 - Mostra internazionale del Nuovo Cinema di Pesaro
  - Miglior film
- 2009 - Durres International Film Festival
  - Miglior film
- 2009 - Annecy cinéma italien
  - Premio speciale della giuria
  - Miglior attrice
- 2009 - Kiev Molodist International Film Festival
  - Miglior film
  - Miglior attrice
- 2009 - Mumbai Film Festival
  - Premio della giuria come miglior opera prima
- 2009 - Festival Internazionale del Cinema di Valdivia
  - Miglior film
  - Premio del pubblico
- 2009 - Leeds International Film Festival
  - Miglior film
- 2009 - Festival Internacional de Cine de Gijón
  - Miglior film
  - Miglior attrice protagonista
- 2010 - Festival Premiers Plans d'Angers
  - Gran premio della giuria
  - Miglior attrice
- 2010 - Festival Cinematográfico Int. de Uruguay
  - Menzione della giuria
  - Menzione FIPRESCI
- 2011 - Ciak d'oro
  - Ciak d'oro Mini/Skoda Bello & Invisibile